# Marv Films
Marv Films eller Marv Studios är ett brittiskt film- och tv-produktionsbolag som år 1990 grundades av den filmproducenten Matthew Vaughn och filmregissören Guy Ritchie som SKA Films. Bolaget har sitt huvudkontor i London, i England. Har medverkat i stora filmer som Layer Cake, Stardust, Kick-Ass, Kingsman: The Secret Service och Kingsman: The Golden Circle.